# Callimomoides fuscipennis
Callimomoides fuscipennis är en stekelart som beskrevs av Girault 1926. Callimomoides fuscipennis ingår i släktet Callimomoides och familjen puppglanssteklar. Inga underarter finns listade.